# Vạn Hạnh
Vạn Hạnh (vlastním jménem Nguyễn 938 – 1018) byl vietnamský zen, buddhistický mnich, literát, učenec, ochránce a stoupenec Lý Thái Tổ, prvního císaře dynastie Lý, který žil na přelomu 10. a 11. století. známý jako nejdůležitější učitel,

## Život
Pocházel z Cổ Pháp (dnešní území města Từ Sơn v provincii Bắc Ninh). Byl významným učencem, známý svou znalostí Tří učení (viet. Tam đạo). Od útlého věku studoval klasickou čínštinu, buddhismus a konfucianismus. Po přečtení mnoha buddhistických spisů se začal věnovat buddhismu. V jedenadvaceti letech vstoupil do kláštera u pagody Lục Tổ. Tam studoval pod dohledem svého učitele Ðịnh Huệa. Je řazen ke 12. generaci Vinitaručiho buddhistické školy. Také je známý svou politickou činností. Zajímal se o politické a společenské dění. Díky své učenosti a věhlasu dosáhl i postu rádce krále Lê Đại Hànhe, dokonce prý ovlivňoval všechna důležitá státní rozhodnutí. Po smrti krále a nástupu jeho syna se stáhl. Společně s Đào Cam Mộcem zosnovali nekrvavý převrat. Po smrti panovníka obsadili palác a urychleně korunovali svého chráněnce. Toto všechno by se nemohlo stát, kdyby mezitím Vạn Hạnh nevyužil svého vlivu u šlechty a lidí a nenapomohl tomu, aby na královský trůn byl dosazen jeho chráněnec, Lý Thái Tổ. Traduje se, že nástup krále předpovědělo mnoho prorockých básní a neobvyklých znamení. Autorem některých z nich měl být i samotný Vạn Hạnh. Patřil mezi respektované mnichy. Tvrdí se, že od doby, kdy předpověděl nástup nové vládnoucí dynastie Lý, byla již každá jeho věta považována za prorockou. Nový panovník byl stoupencem buddhismu. Buddhismus byl v té době u dvora přijímán velice kladně. Vạn Hạnhovi se dostalo poct a byl jmenován Quốc sư, nejvyšším mnichem. Znovu se zařadil mezi panovníkovy rádce.

## Dílo
Dochovalo se od něj několik prorockých básní. Těsně před smrtí také složil známou báseň
- Thị đệ tử (poučení studentům)
- Quôc Tự (znak státu)
- Yết bảng thị chúng (jasné sdělení všem)